# Drachen-Rädertierchen
Die Gattung der Drachen-Rädertierchen (Synchaeta) gehört zum Stamm der Rädertierchen (Rotatoria).

## Merkmale und Körperbau
Der Körper ist glocken- oder v-förmig, der Fuß kurz. Die Tiere haben am Kopf vier kurze Stacheln und zwei auffällige Aurikel.

## Lebensweise
Die Drachen-Rädertiere sind schnelle und gewandte Schwimmer, sie leben planktisch.

## Arten (Auswahl)
- Synchaeta tremula (Müller, 1786) hat einen kegelförmigen Körper, zwei Cerebralaugen und lebt planktisch in Seen und Teichen.
- Synchaeta pectinata (Ehrenberg, 1832) hat einen glockenförmigen Körper, ein Cerebralauge und lebt planktisch in verschiedenen Gewässertypen.

Synchaeta

## Belege
- Heinz Streble, Dieter Krauter: Das Leben im Wassertropfen. Mikroflora und Mikrofauna des Süßwasser. Ein Bestimmungsbuch. Franckh-Kosmos Verlag, Stuttgart 2008, ISBN 978-3-440-11966-2
- Pontin, R.M. (1978): A key to british freshwater planktonic rotifera. Freshwater Biological Association, ISSN 0367-1887